# Homoeocera quinquepuncta
Homoeocera quinquepuncta är en fjärilsart som beskrevs av Heyl. Homoeocera quinquepuncta ingår i släktet Homoeocera och familjen björnspinnare. Inga underarter finns listade i Catalogue of Life.